# 泉町 (国分寺市)
泉町（いずみちょう）は、東京都国分寺市の町名。現行行政地名は泉町一丁目から泉町三丁目。郵便番号は185-0024。

## 地理
国分寺市南部に位置する。北は西恋ヶ窪及び東恋ヶ窪、東は南町、南は東元町及び西元町、西は府中市武蔵台に隣接する。町内には住宅団地なども建ち、住宅地が形成されている。
かつては2丁目に日本国有鉄道の教育施設である中央鉄道学園が広大な敷地を占めていたが、国鉄分割民営化に伴って閉校。跡地は債務返済の一環として東京都などに売却され、公共施設（公園、図書館、保健センターなど）や集合住宅（公団住宅、都営住宅など）が建設された。2025年1月1日から国分寺市役所が戸倉より移転してきた。

## 世帯数と人口
2017年（平成29年）12月1日現在の世帯数と人口は以下の通りである。
| 丁目       | 世帯数    | 人口    |
| ---------- | --------- | ------- |
| 泉町一丁目 | 757世帯   | 1,436人 |
| 泉町二丁目 | 2,083世帯 | 5,138人 |
| 泉町三丁目 | 1,730世帯 | 3,181人 |
| 計         | 4,570世帯 | 9,755人 |

## 小・中学校の学区
市立小・中学校に通う場合、学区は以下の通りとなる。
| 丁目       | 番地 | 小学校               | 中学校               |
| ---------- | ---- | -------------------- | -------------------- |
| 泉町一丁目 | 全域 | 国分寺市立第四小学校 | 国分寺市立第四中学校 |
| 泉町二丁目 | 全域 | 国分寺市立第四小学校 | 国分寺市立第四中学校 |
| 泉町三丁目 | 全域 | 国分寺市立第四小学校 | 国分寺市立第四中学校 |

## 交通

### 鉄道
東日本旅客鉄道（JR東日本）
- 中央本線・武蔵野線：西国分寺駅 - 南側が泉町にあたる。

### 道路
- 東京都道17号所沢府中線（府中街道）
- 東京都道145号立川国分寺線（多喜窪通り）

## 施設
- 東京都立武蔵国分寺公園
- 東京都立多摩図書館（2017年、立川市から移転）
- 東京都公文書館（仮移転していた世田谷区玉川の旧東京都立玉川高等学校校舎から2020年、移転）
- 総務省情報通信政策研究所（2004年、目黒区駒場から移転）、統計研究研修所（2014年、新宿区若松町から移転）
- 国分寺市役所
- 日本芸術高等学園
- スポーツクラブ ルネサンス 西国分寺
- 東武ストア・にしこくマイン スーパーマーケット
- 国分寺市立いずみホール